# دانشگاه فوردهام
دانشگاه فوردهام (به انگلیسی: Fordham University) یک دانشگاه تحقیقاتی خصوصی در نیویورک سیتی واقع در ایالت نیویورک آمریکا است که در سال ۱۸۴۱ میلادی بنیان‌گذاری شده‌است.

## نگارخانه

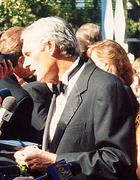
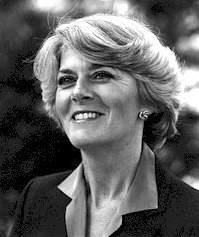
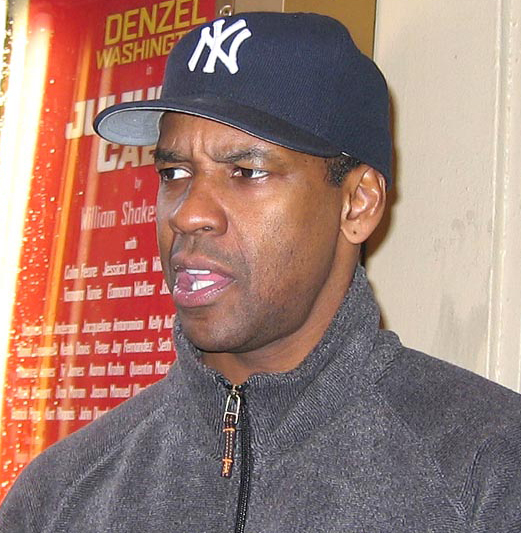
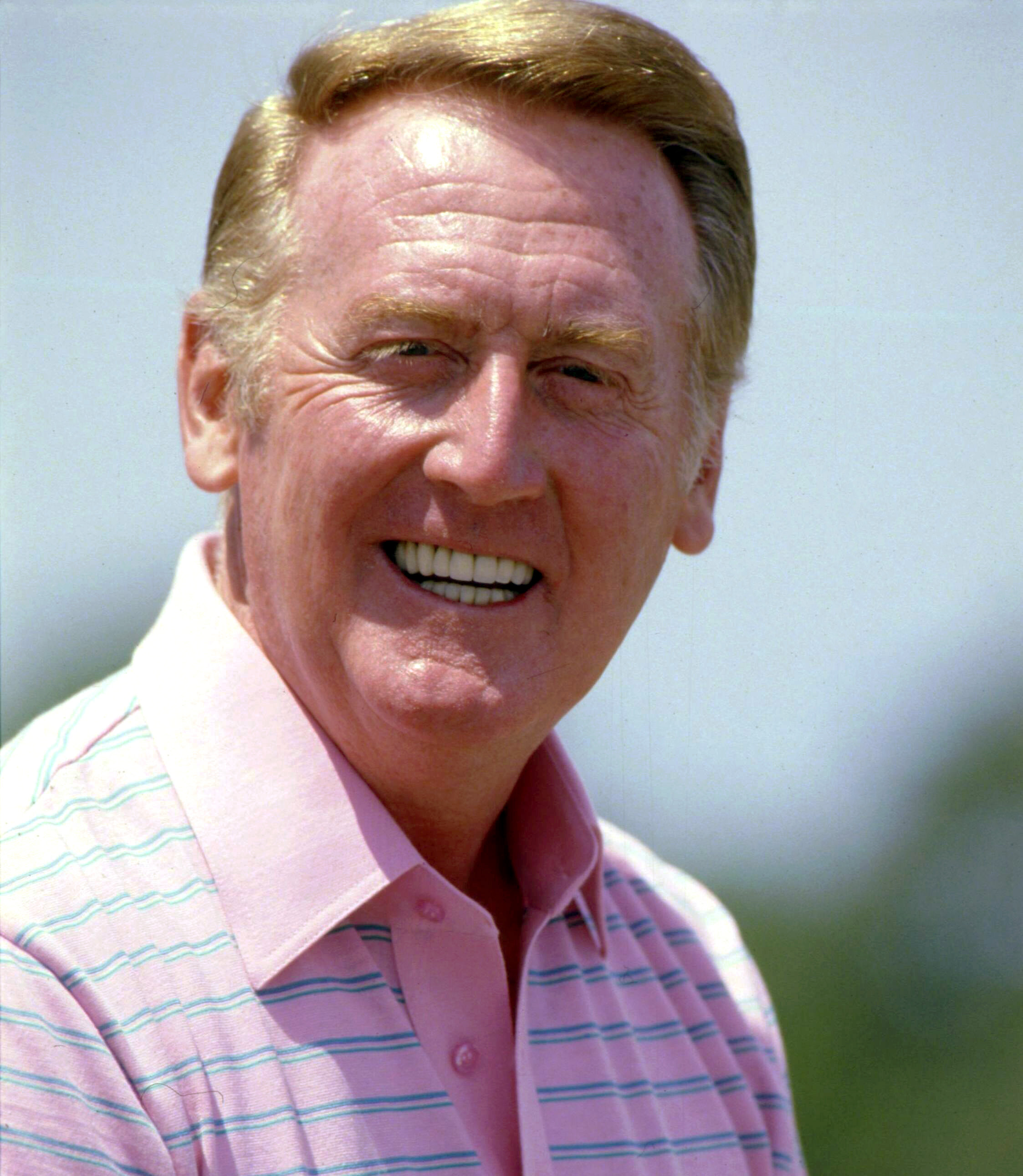